# كارل ميس
كارل ميس (بالإنجليزية: Carl Mays) هو لاعب كرة قاعدة أمريكي، ولد في 12 نوفمبر 1891 في ليبرتي في الولايات المتحدة، وتوفي في 4 أبريل 1971 في الكاهون في الولايات المتحدة.

## وصلات خارجية
- كارل ميس على موقعبيزبول رفرنس.كوم (الدوري الرئيسي) (الإنجليزية)
- كارل ميس على موقعبيزبول رفرنس.كوم (الدوري الثانوي) (الإنجليزية)
- كارل ميس على موقع جمعية أبحاث البيسبول الأمريكية (الإنجليزية)
- كارل ميس على موقع إي إس بي إن.كوم (أم.أل.بي) (الإنجليزية)
- كارل ميس على موقع مشجعي الرسوم البيانية (الإنجليزية)